# لويد سبونر
لويد سبونر (Lloyd Spooner) هو لاعب أولمبي لرياضة الرماية من الولايات المتحدة. شارك في الأولمبياد الصيفي في 1920، وفاز بما مجموعه 7 ميداليات.

## الميداليات
| ذهب | فضة | برونز | المجموع |
| 4   | 1   | 2     | 7       |

## روابط خارجية
- لويد سبونر على موقع أوليمبيديا (الإنجليزية)